# Bolbella rhodesiaca
Bolbella rhodesiaca es una especie de mantis de la familia Mantidae.

## Distribución geográfica
Se encuentra en Transvaal y Zimbabue